# Benjamin Šeško
Benjamin Šeško, född 31 maj 2003, är en slovensk fotbollsspelare som spelar för Manchester United och Sloveniens landslag.

## Klubbkarriär

### Tidig karriär
Šeško började spela fotboll i Krško och gjorde bland annat 59 mål på 23 matcher under säsongen 2017/2018 i U15-ligan. Inför säsongen 2018/2019 gick han till Domžale och gjorde 23 mål på 21 matcher för klubbens U17-lag.

### Red Bull Salzburg och Liefering

#### Säsongen 2019/2020
Den 3 juni 2019 värvades Šeško av Red Bull Salzburg, där han skrev på ett treårskontrakt och direkt blev utlånad till farmarlaget Liefering. Šeško debuterade för Liefering i 2. Liga den 26 juli 2019 i en 3–2-förlust mot Amstetten, där han blev inbytt i den 80:e minuten mot Karim Adeyemi. Šeško gjorde sitt första mål den 14 september 2019 i en 2–2-match mot Dornbirn. Han spelade totalt 15 matcher och gjorde ett mål för Liefering under säsongen 2019/2020.
Under säsongen spelade Šeško även för Red Bull Salzburgs U19-lag i Uefa Youth League, där han gjorde tre mål på nio matcher och hjälpte klubben till semifinal innan de blev utslagna av Real Madrid.

#### Säsongen 2020/2021
Šeško gjorde totalt 21 mål på 29 matcher för Liefering under säsongen 2020/2021 och slutade tvåa i skytteligan i 2. Liga. Han gjorde bland annat fyra mål mot Austria Wiens reservlag den 27 april 2021 samt ett hattrick mot Austria Lustenau den 16 maj 2021.
Šeško debuterade under säsongen även för Red Bull Salzburg i Österreichische Bundesliga. Debuten kom den 30 januari 2021 i en 3–0-vinst över TSV Hartberg, där han blev inbytt i den 87:e minuten mot Patson Daka.

#### Säsongen 2021/2022
Den 12 juli 2021 skrev Šeško på ett nytt femårskontrakt med Red Bull Salzburg. Fyra dagar senare gjorde han två mål i en 4–1-vinst över WSC Hertha i den första omgången av österrikiska cupen 2021/2022. I Red Bull Salzburgs första hemmamatch i Österreichische Bundesliga 2021/2022 gjorde Šeško två mål i en 7–1-vinst över SV Ried.

## Landslagskarriär
Šeško debuterade för Sloveniens U15-landslag den 21 december 2017 i en 0–0-match mot Kroatien. Han gjorde totalt fyra mål på sex landskamper för U15-landslaget mellan 2017 och 2018. Den 18 september 2018 debuterade Šeško för U16-landslaget i en 3–1-förlust mot Ungern. Han spelade fyra matcher för U16-landslaget under 2018 och gjorde mål i samtliga matcherna.
Šeško debuterade för Sloveniens U17-landslag den 28 augusti 2018 i en 2–2-match mot Schweiz. Han spelade totalt 14 matcher och gjorde fem mål för U17-landslaget mellan 2018 och 2019.
I maj 2021 blev Šeško för första gången uttagen i Sloveniens seniorlandslag till två vänskapsmatcher mot Gibraltar och Nordmakedonien följande månad. Den 1 juni 2021 debuterade Šeško i en 1–1-match mot Nordmakedonien, där han blev inbytt i den 61:a minuten mot Andraž Šporar och då blev den yngste debutanten genom tiderna i det slovenska landslaget med en ålder på 18 år och 1 dag.